# ATP Finals 2023
El Nitto ATP Finals 2023, també anomenat Copa Masters masculina 2023, és l'esdeveniment que tanca la temporada 2023 de tennis en categoria masculina. La 54a edició en individual i la 48a en dobles es celebren sobre pista dura interior, entre els dies 12 i 19 de novembre del 2023 al Pala Alpitour de Torí (Itàlia).
El tennista serbi Novak Đoković va guanyar el torneig de setena ocasió, destacant-se com el tennista amb més títols en la Copa Masters masculina. També va ser el setè títol de la temporada i va consolidar el primer lloc del rànquing individual. En la final va derrotar l'italià, que s'havia classificat per primera vegada per aquest torneig per mèrits propis, ja que només l'havia disputat com a suplent. La parella formada per l'estatunidenc Rajeev Ram i el britànic Joe Salisbury també van defensar el títol aconseguit en l'edició anterior guanyant el títol per segona ocasió. En la final van derrotar el català Marcel Granollers i l'argentí Horacio Zeballos, que disputaven el torneig per quarta ocasió consecutiva com a equip.

## Individual

### Classificació
| Núm. | Tennista                      | Grand Slam | Grand Slam | Grand Slam | Grand Slam | Masters 1000 | Masters 1000 | Masters 1000 | Masters 1000 | Masters 1000 | Masters 1000 | Masters 1000 | Masters 1000 | Masters 1000 | Altres millors resultats | Altres millors resultats | Altres millors resultats | Altres millors resultats | Altres millors resultats | Altres millors resultats | Punts | T  |
| ---- | ----------------------------- | ---------- | ---------- | ---------- | ---------- | ------------ | ------------ | ------------ | ------------ | ------------ | ------------ | ------------ | ------------ | ------------ | ------------------------ | ------------------------ | ------------------------ | ------------------------ | ------------------------ | ------------------------ | ----- | -- |
| Núm. | Tennista                      | AUS        | RG         | WIM        | USO        | INW          | MIA          | MON          | MAD          | ROM          | CAN          | CIN          | XAN          | PAR          | 1                        | 2                        | 3                        | 4                        | 5                        | 6                        | Punts | T  |
| 1    | Novak Đoković 19/08/2023      | G 2000     | G 2000     | F 1200     | G 2000     | A 0          | A 0          | R16 90       | A 0          | QF 180       | A 0          | G 1000       | A 0          | G 1000       | G 250                    | SF 180                   |                          |                          |                          |                          | 9.945 | 11 |
| 2    | Carlos Alcaraz 17/07/2023     | A 0        | SF 720     | G 2000     | SF 720     | G 1000       | SF 360       | A 0          | G 1000       | R32 45       | QF 180       | F 600        | R16 90       | R32 10       | G 500                    | G 500                    | F 300                    | G 250                    | SF 180                   |                          | 8.455 | 16 |
| 3    | Daniïl Medvédev · 05/09/2023  | R32 90     | R128 10    | SF 720     | F 1200     | F 600        | G 1000       | QF 180       | R16 90       | G 1000       | QF 180       | R16 90       | A 0          | R32 10       | G 500                    | G 500                    | F 300                    | F 300                    | G 250                    |                          | 7.200 | 21 |
| 4    | Jannik Sinner 07/10/2023      | R16 180    | R64 45     | SF 720     | R16 180    | SF 360       | F 600        | SF 360       | A 0          | R16 90       | G 1000       | A 0          | R16 90       | R16 90       | G 500                    | G 500                    | F 300                    | G 250                    |                          |                          | 5.490 | 21 |
| 5    | Andrei Rubliov · 26/10/2023   | QF 360     | R32 90     | QF 360     | QF 360     | R16 90       | R16 90       | G 1000       | R16 90       | R16 90       | A 0          | A 0          | F 600        | SF 360       | F 300                    | F 300                    | G 250                    | SF 180                   | F 150                    |                          | 4.805 | 24 |
| 6    | Stéfanos Tsitsipàs 02/11/2023 | F 1200     | QF 360     | R16 180    | R64 45     | A 0          | R16 90       | QF 180       | QF 180       | SF 360       | R32 10       | R16 90       | R32 45       | SF 360       | F 300                    | G 250                    | SF 225                   | SF 180                   |                          |                          | 4.235 | 23 |
| 7    | Alexander Zverev 03/11/2023   | R64 45     | SF 720     | R32 90     | QF 360     | R16 90       | A 0          | R16 90       | R16 90       | R16 90       | R32 45       | SF 360       | A 0          | R16 90       | G 500                    | G 250                    | SF 180                   | SF 180                   | SF 180                   |                          | 3.585 | 26 |
| 8    | Holger Rune 03/11/2023        | R16 180    | QF 360     | QF 360     | R128 10    | R32 45       | R16 90       | F 600        | R32 45       | F 600        | A 0          | R32 10       | R32 10       | QF 180       | G 250                    | SF 180                   | SF 180                   | SF 180                   |                          |                          | 3.460 | 22 |
| S1   | Hubert Hurkacz                | R16 180    | R32 90     | R16 180    | R64 45     | R32 45       | R32 45       | R16 90       | R32 45       | A 0          | R16 90       | SF 360       | G 1000       | QF 180       | F 300                    | G 250                    |                          |                          |                          |                          | 3.245 | 23 |
| S2   | Taylor Fritz                  | R64 45     | R32 90     | R64 45     | QF 360     | QF 180       | QF 180       | SF 360       | R16 90       | A 0          | R16 90       | QF 180       | R32 45       | R32 45       | G 350                    | G 250                    | G 250                    | SF 180                   | SF 180                   |                          | 3.100 | 26 |

### Fase de grups

#### Grup verd
| CS  | Tennista                          | N. Đoković                 | J. Sinner            | S. Tsitsipàs H. Hurkacz    | H. Rune               | Partits | Sets    | Jocs       | Pos. |
| 1   | Novak Đoković                     |                            | 5−7, 7−6(5), 6−7(2)  | 7−6(1), 4−6, 6−1 (Hurkacz) | 7−6(4), 6−7(1), 6−3   | 2−1     | 5−4     | 54−49      | 2    |
| 4   | Jannik Sinner                     | 7−5, 6−7(5), 7−6(2)        |                      | 6−4, 6−4 (Tsitsipàs)       | 6−2, 5−7, 6−4         | 3−0     | 6−2     | 49−39      | 1    |
| 6 9 | Stéfanos Tsitsipàs Hubert Hurkacz | 6−7(1), 6−4, 1−6 (Hurkacz) | 4−6, 4−6 (Tsitsipàs) |                            | 1−2, ret. (Tsitsipàs) | 0−2 0−1 | 0−2 1−2 | 8−12 13−17 | − 4  |
| 8   | Holger Rune                       | 6−7(4), 7−6(1), 3−6        | 2−6, 7−5, 4−6        | 2−1, ret. (Tsitsipàs)      |                       | 1−2     | 4−4     | 29−36      | 3    |

#### Grup vermell
| CS | Tennista         | C. Alcaraz       | D. Medvédev | A. Rubliov | A. Zverev        | Partits | Sets | Jocs  | Pos. |
| 2  | Carlos Alcaraz   |                  | 6−4, 6−4    | 7−5, 6−2   | 7−6(3), 3−6, 4−6 | 2−1     | 5−2  | 39−33 | 1    |
| 3  | Daniïl Medvédev  | 4−6, 4−6         |             | 6−4, 6−3   | 7−6(7), 6−4      | 2−1     | 4−2  | 33−28 | 2    |
| 5  | Andrei Rubliov   | 5−7, 2−6         | 4−6, 3−6    |            | 4−6, 4−6         | 0−3     | 0−6  | 21−37 | 4    |
| 7  | Alexander Zverev | 6−7(3), 6−3, 6−4 | 6−7(7), 4−6 | 6−4, 6−4   |                  | 2−1     | 4−3  | 40−35 | 3    |

### Fase final
|  | Semifinals | Semifinals      | Semifinals    | Semifinals | Semifinals |                |   | Final         | Final | Final | Final | Final |
|  |            |                 |               |            |            |                |   |               |       |       |       |       |
|  | 4          | Jannik Sinner   | 6             | 64         | 6          |                |   |               |       |       |       |       |
|  | 3          | Daniïl Medvédev | 3             | 7          | 1          |                |   |               |       |       |       |       |
|  | 3          | Daniïl Medvédev | 3             | 7          | 1          |                | 4 | Jannik Sinner | 3     | 3     |       |       |
|  |            |                 |               |            |            |                | 4 | Jannik Sinner | 3     | 3     |       |       |
|  |            | 1               | Novak Đoković | 6          | 6          |                |   |               |       |       |       |       |
|  | 2          | 1               | Novak Đoković | 6          | 6          | Carlos Alcaraz | 3 | 2             |       |       |       |       |
|  | 2          |                 |               |            |            | Carlos Alcaraz | 3 | 2             |       |       |       |       |
|  | 1          | Novak Đoković   | 6             | 6          |            |                |   |               |       |       |       |       |

## Dobles

### Classificació
| Rq | Tennistes                                      | Millors resultats | Millors resultats | Millors resultats | Millors resultats | Millors resultats | Millors resultats | Millors resultats | Millors resultats | Millors resultats | Millors resultats | Millors resultats | Millors resultats | Millors resultats | Millors resultats | Millors resultats | Punts | Torn. |
| Rq | Tennistes                                      | 1                 | 2                 | 3                 | 4                 | 5                 | 6                 | 7                 | 8                 | 9                 | 10                | 11                | 12                | 13                | 14                | 15                | Punts | Torn. |
| -- | ---------------------------------------------- | ----------------- | ----------------- | ----------------- | ----------------- | ----------------- | ----------------- | ----------------- | ----------------- | ----------------- | ----------------- | ----------------- | ----------------- | ----------------- | ----------------- | ----------------- | ----- | ----- |
| 1  | Ivan Dodig Austin Krajicek 09/10/2023          | G 2000            | G 1000            | SF 720            | G 500             | G 500             | G 500             | SF 360            | QF 180            | F 150             | F 150             |                   |                   |                   |                   |                   | 6.330 | 19    |
| 2  | Wesley Koolhof Neal Skupski 09/10/2023         | G 2000            | F 600             | QF 360            | QF 360            | SF 360            | F 300             | F 300             | G 250             | R16 180           | QF 180            | QF 180            | QF 180            | QF 180            | QF 180            | SF 180            | 6.060 | 22    |
| 3  | Rohan Bopanna Matthew Ebden 14/10/2023         | F 1200            | G 1000            | SF 720            | F 600             | F 600             | F 600             | F 300             | G 250             | QF 180            | SF 180            |                   |                   |                   |                   |                   | 5.990 | 20    |
| 4  | Santiago González É. Roger-Vasselin 02/11/2023 | G 1000            | G 1000            | G 500             | SF 360            | SF 360            | SF 360            | G 250             | G 250             | R16 180           | R16 180           | R16 180           | QF 180            | SF 180            | SF 180            |                   | 5.610 | 26    |
| 5  | Marcel Granollers Horacio Zeballos 30/10/2023  | F 1200            | G 1000            | SF 720            | SF 720            | SF 360            | SF 360            | R16 180           | QF 180            | F 150             |                   |                   |                   |                   |                   |                   | 5.127 | 20    |
| 6  | Rajeev Ram Joe Salisbury 29/10/2023            | G 2000            | F 600             | G 500             | SF 360            | G 250             | R16 180           | R16 180           | QF 180            |                   |                   |                   |                   |                   |                   |                   | 4.822 | 22    |
| 7  | Máximo González Andrés Molteni 03/11/2023      | G 1000            | G 545             | G 500             | G 500             | QF 360            | QF 360            | G 250             | QF 180            | QF 180            | F 100             |                   |                   |                   |                   |                   | 4.380 | 25    |
| 8  | Rinky Hijikata Jason Kubler 02/11/2023         | G 2000            |                   |                   |                   |                   |                   |                   |                   |                   |                   |                   |                   |                   |                   |                   | 2.180 | 8     |
| S1 | Nathaniel Lammons Jackson Withrow              | QF 360            | QF 360            | SF 360            | F 300             | F 300             | G 250             | G 250             | G 250             | G 250             | QF 180            | SF 180            | G 175             | F 150             | F 150             | F 150             | 4.025 | 33    |
| S2 | Hugo Nys Jan Zieliński                         | F 1200            | G 1000            | QF 360            | F 300             | G 250             | R16 180           | F 100             |                   |                   |                   |                   |                   |                   |                   |                   | 3.937 | 28    |

### Fase de grups

#### Grup verd
| CS | Tennista                           | I. Dodig A. Krajicek | S. González É. Roger-Vasselin | M. Granollers H. Zeballos | M. González A. Molteni | Partits | Sets | Jocs  | Pos. |
| 1  | Ivan Dodig Austin Krajicek         |                      | 4−6, 6−3, [13−15]             | 4−6, 4−6                  | 6−4, 6−2               | 1−2     | 3−4  | 30−28 | 3    |
| 4  | S. González É. Roger-Vasselin      | 6−4, 3−6, [15−13]    |                               | 6−2, 3−6, [7−10]          | 6−4, 6−4               | 2−1     | 5−3  | 31−27 | 2    |
| 5  | Marcel Granollers Horacio Zeballos | 6−4, 6−4             | 2−6, 6−3, [10−7]              |                           | 6−3, 6−4               | 3−0     | 6−1  | 33−24 | 1    |
| 7  | Máximo González Andrés Molteni     | 4−6, 2−6             | 4−6, 4−6                      | 3−6, 4−6                  |                        | 0−3     | 0−6  | 21−36 | 4    |

#### Grup vermell
| CS | Tennista                    | W. Koolhof N. Skupski | R. Bopanna M. Ebden | R. Ram J. Salisbury | R. Hijikata J. Kubler | Partits | Sets | Jocs  | Pos. |
| 2  | Wesley Koolhof Neal Skupski |                       | 4−6, 6−7(5)         | 3−6, 6−3, [7−10]    | 6−3, 6−4              | 1−2     | 3−4  | 31−30 | 3    |
| 3  | Rohan Bopanna Matthew Ebden | 6−4, 7−6(5)           |                     | 3−6, 4−6            | 6−4, 6−4              | 2−1     | 4−2  | 32−30 | 2    |
| 6  | Rajeev Ram Joe Salisbury    | 6−3, 3−6, [10−7]      | 6−3, 6−4            |                     | 5−7, 6−1, [10−2]      | 3−0     | 5−3  | 34−24 | 1    |
| 8  | Rinky Hijikata Jason Kubler | 3−6, 4−6              | 4−6, 4−6            | 7−5, 1−6, [2−10]    |                       | 0−3     | 1−6  | 23−36 | 4    |

### Fase final
|  | Semifinals | Semifinals                               | Semifinals               | Semifinals | Semifinals |                          |                                    | Final | Final | Final | Final | Final |
|  |            |                                          |                          |            |            |                          |                                    |       |       |       |       |       |
|  | 5          | Marcel Granollers Horacio Zeballos       | 7                        | 6          |            |                          |                                    |       |       |       |       |       |
|  | 3          | Rohan Bopanna Matthew Ebden              | 5                        | 4          |            |                          |                                    |       |       |       |       |       |
|  | 3          | Rohan Bopanna Matthew Ebden              | 5                        | 4          |            | 5                        | Marcel Granollers Horacio Zeballos | 3     | 4     |       |       |       |
|  |            |                                          |                          |            |            | 5                        | Marcel Granollers Horacio Zeballos | 3     | 4     |       |       |       |
|  |            | 6                                        | Rajeev Ram Joe Salisbury | 6          | 6          |                          |                                    |       |       |       |       |       |
|  | 6          | 6                                        | Rajeev Ram Joe Salisbury | 6          | 6          | Rajeev Ram Joe Salisbury | 7                                  | 3     | [10]  |       |       |       |
|  | 6          |                                          |                          |            |            | Rajeev Ram Joe Salisbury | 7                                  | 3     | [10]  |       |       |       |
|  | 4          | Santiago González Édouard Roger-Vasselin | 65                       | 6          | [7]        |                          |                                    |       |       |       |       |       |